# بيير بليسي
بيير بليسي (بالفرنسية: Pierre Blaise)‏ هو ممثل فرنسي، ولد في 11 يونيو 1955 في مواساك ‏ في فرنسا، وتوفي بنفس المكان في 31 أغسطس 1975 بسبب حادث مرور.

## وصلات خارجية
- بيير بليسي على موقع IMDb (الإنجليزية)
- بيير بليسي على موقع ألو سيني (الفرنسية)
- بيير بليسي على موقع أول موفي (الإنجليزية)
- بيير بليسي على موقع قاعدة بيانات الأفلام السويدية (السويدية)
- بيير بليسي على موقع قاعدة بيانات الفيلم (الإنجليزية)
- بيير بليسي على موقع كينوبويسك (الروسية)